# Růže svraskalá

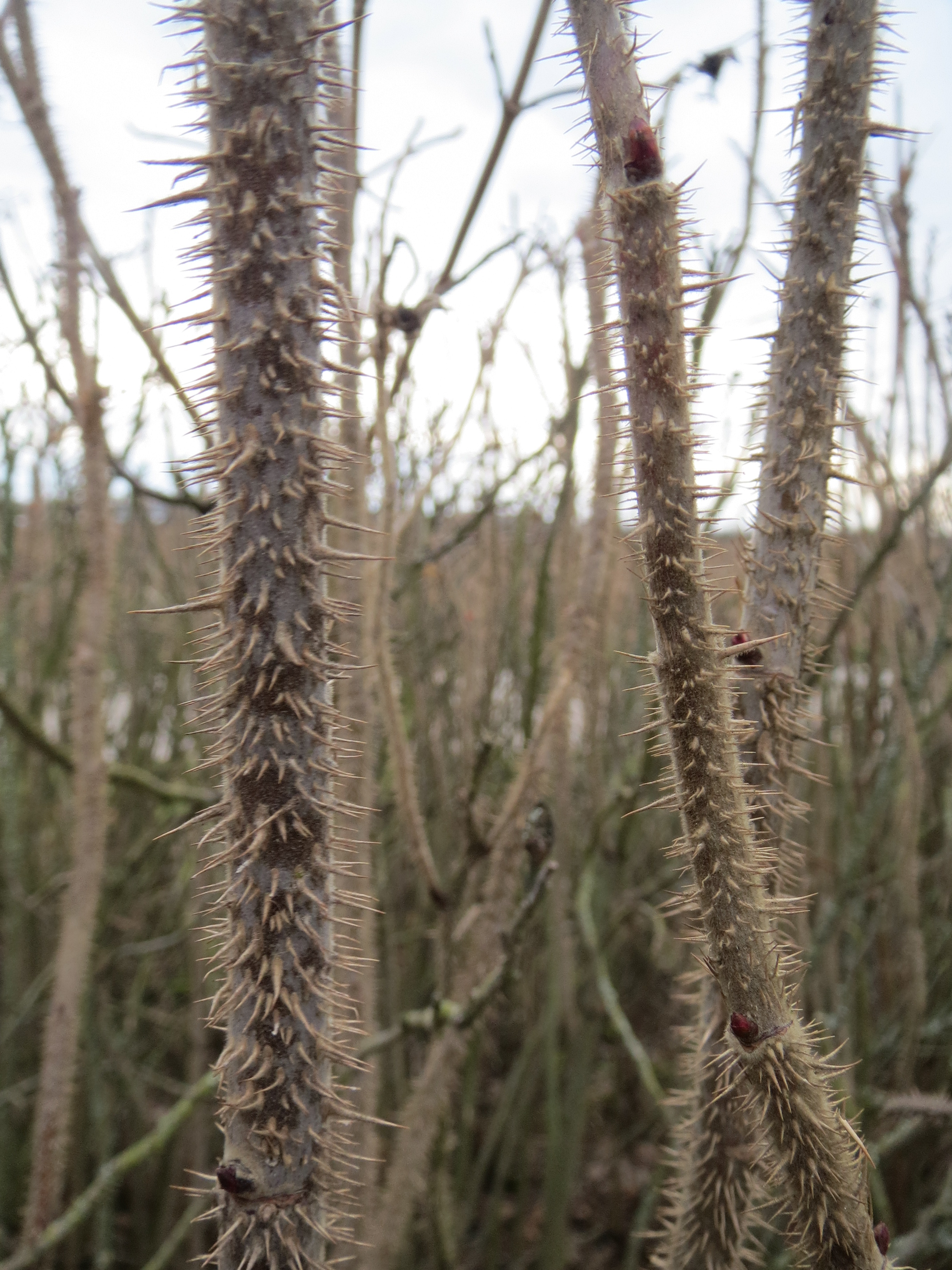
Ostnité větve

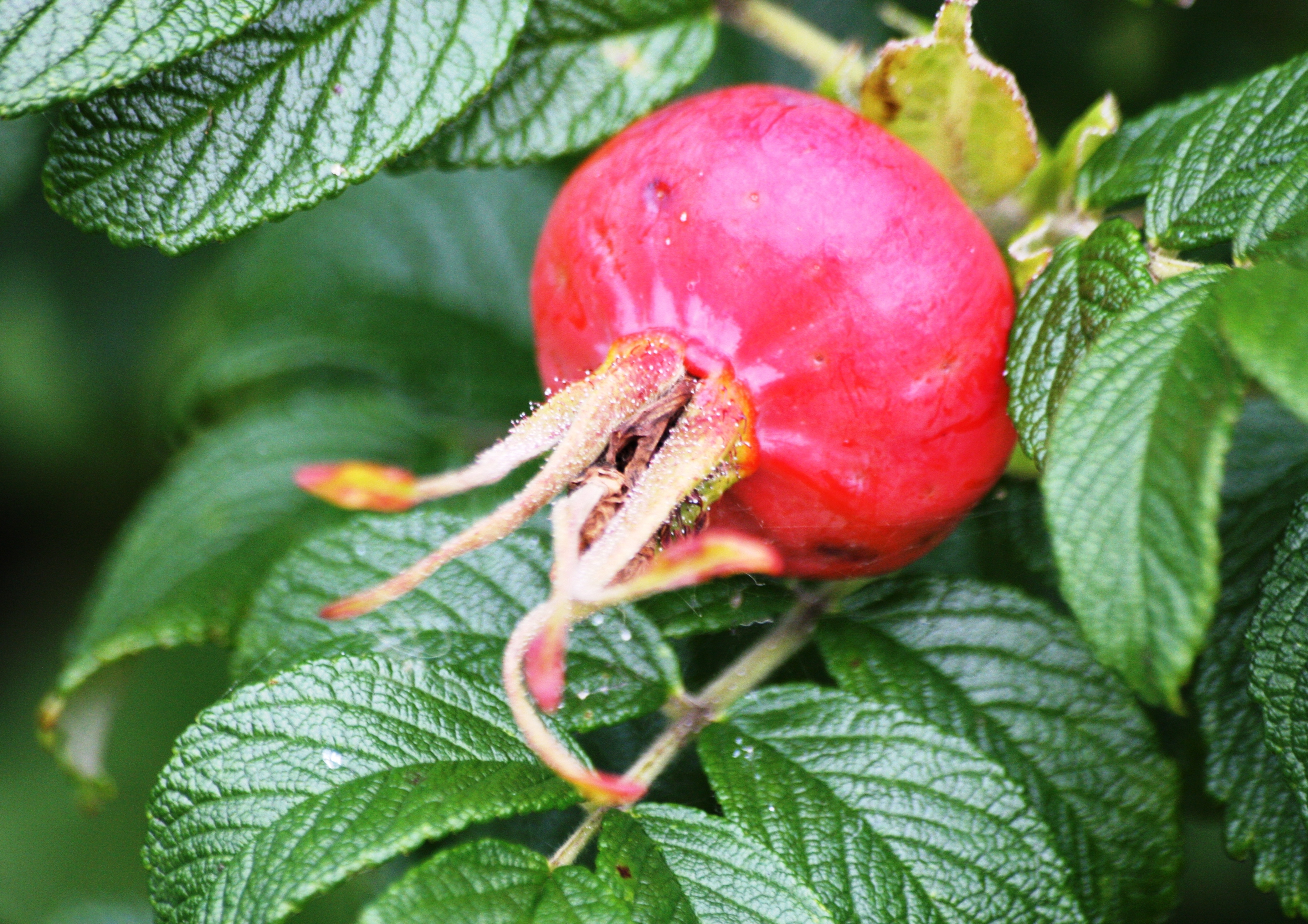
Zralý šípek

Růže svraskalá (Rosa rugosa) je vytrvalá, opadavá dřevina, která pod lidskou kontrolou je okrasnou rostlinou a po vymknutí se kontrole je invazním plevelem. Druh pochází z mírných a chladných pobřežních oblastí východní Asie, odkud byla roku 1854 dovezena do Evropy a postupně šířena po zámeckých parcích. Na rozhraní 19. a 20. století začala být pěstována i na území dnešní České republiky. V roce 1950 byla v Česku poprvé nalezena ve volné přírodě, kde pravděpodobně vyrostla ze semen roznesených ptáky nebo ze zbytků rostlin vyhozených lidmi. V české přírodě je považována za příležitostně se vyskytující neofyt, který se invazně nešíří. Jiná situace je v přímořských státech západní Evropy i Severní Ameriky, kde je na mnoha místech hodnocená jako problematický invazní plevel. Vyskytuje se i na několika místech v Austrálii.

## Rozšíření
Rostlina pochází ze severovýchodní Asie, z japonských ostrovů Hokkaidó a Honšú, Korejského poloostrova, severovýchodních oblastí Číny a ruského Dálného východu (Kamčatka, Sachalin, Kurilské ostrovy), kde většinou roste v úzkém pobřežním pásu nebo kolem větších řek.
Lidmi byla rozšířena kromě nejjižnějších oblastí skoro po celé Evropě, do jižních oblastí Kanady a hlavně na východ a jihovýchod Spojených států.

## Ekologie
Dobře roste na pastvinách i na písčité, kamenité a málo úrodné půdě, je odolná vůči suchu i znečištění vzduchu. Toleruje letní vedra i zimní mrazy, když je během růstu nejhůře shodí listy a na jaře opět vyraší. Odolává slunečním paprskům, ale stejně dobře roste i v polostínu. Vadí ji však dlouhodobé přemokření a nepropustná půda. Obvykle se vyskytuje do nadmořské výšky 100 m. Preferuje mírné až chladné klima, vydrží teploty hluboko pod 0 °C.
Snáší příležitostné zasolení, ke kterému dochází ve vnitrozemí při solení silnic při zimní údržbě a v pobřežní zóně dopadem slaných kapének a průsakem mořské vody. Toho se využívá při jejím vysazování na dálniční náspy a pobřežní písčiny za účelem zpevnění svahů. Kvete poměrně dlouho, od června až do prvních mrazíků. Rostlina dostala své české druhové jméno "svraskalá" podle listů, které jsou nápadně vrasčité, svraskalé. Ploidie druhu je 2n = 14.
Růže svraskalá se lehce kříží s jinými druhy, např. s růži daurskou, růží Marrettovou, růží jehličkovitou, růží mnohokvětou, růží májovou, růží lesklou, růží měkkou, růží karolínskou, růží bahenní a růží něžnou.

## Popis
Nízké, prutnaté keře vysoké do 1,5 až 2 metrů vytvářející husté a neprostupné polykormony. Rostou z hlavního kůlovitého kořene s mnoha odbočnými a mělčeji kořenícími postranními výběžky, z kterých vyrostou nové větve, stejně jako z adventivních pupenů na kořenech. Stonky a větve jsou tuhé, málo ohebné, v mládí hustě chlupaté a porostlé ostny vyrůstajícími obvykle ve dvojicích u báze palistů. Ostny bývají početné, přímé, štíhlé a stejně zelené jako větve, které ve stáří tmavnou. Listy s asi 1 cm dlouhými řapíky vyrůstají střídavě a jejich lichozpeřené čepele s pěti až devíti lístky jsou dlouhé 7 až 11 cm. Lístky bývají široce eliptické až podlouhlé, velké 3 až 5 × 2 až 3 cm, na bázi klínovité a na konci zašpičatělé. Jsou přisedlé, kožovité, nápadně svraskalé, mají vyniklou žilnatinu, na svrchní straně jsou leskle zelené a na spodní poněkud světlejší a matné.
Květy jsou voňavé, nejčastěji červené nebo purpurové, velké 8 až 10 cm, pětičetné, oboupohlavné a vyrůstají jednotlivě nebo v málo početných květenstvích. Kališní lístky dlouhé 2 až 3 cm jsou jednoduché, celistvé, chlupaté, vytrvalé a po odkvětu vztyčené. Korunní lístky jsou obvejčité a u báze klínovité, většinou jednoduché, u kultivarů bývají četnější a vyrůstají ve více kruzích, barvu mají červenou, purpurově červenou, tmavě růžovou a ojediněle i bílou. Češule je polokulovitá a lysá. V květu je vícero dlouhých tyčinek s intorzními prašníky a z mnoha plodolistů vzniklé pestíky s volnými čnělkami. Protandrické květy (nejprve dozrávají prašníky a teprve později blizny) jsou opylovány hmyzem, který přenáší pyl z jiného květů. Včelám a vosám poskytují hlavně pyl, nektaru mají málo.
Po opylení vzniká z češule, květního lůžka a jednotlivých plodů složené souplodí šípek, který má krátkou, silnou stopku, jež může být lysá nebo krátce chlupatá či jemně ostnitá. Je kulovitý, někdy mírně stlačený, asi 4 cm velký, dužnatý, lysý, ve zralosti je oranžově červený a na vrcholu má plochý prstencovitý límeček, tzv. disk, se široký ústím (otvorem) uprostřed. Šípek obsahuje silnou, masitou dužinu s více než 20 plody, světle hnědými, 5 mm velkými nažkami, obklopenými jemnými chloupky; na keři šípky dozrávají postupně.

## Rozmnožování
Na větší vzdálenosti se šíří semeny rozsévanými tažnými ptáky, např. brkoslavy, čížky nebo drozdy, kteří se při svých cestách šípky krmí a nepoškozená, nestrávená semena vyměšují, stejně tak činí místní holubi, bažanti nebo tetřevi. Roznášejí je také savci živící se šípky v tuhé zimě, např. zajíci, nebo myši a hraboši vytvářející si zimní zásoby.
Na kratší vzdálenosti se rozšiřují pomalu, ale jistě rozrůstáním kořenů a nadzemními, plazivými stolony které dobře zakořeňují. Dřevina se postupně promění v rozlehlý polykormon, ve kterém se časem přeruší propojení a vzniknou samostatní jedinci, kteří jsou klony původní rostliny. V blízkosti vodních toků se může při záplavě odlomit kus kořene a je odnesen na nové, pro další růst příhodné místo, kde vytvoří novou rostlinu.
Není příliš známo, že šípky dokážou dlouho plavat ve sladké i mořské vodě, pak se rozpadnou a semena se dále mohou vznášet po několik týdnů. Toto extempore nikterak nenarušuje jejich schopnost vyklíčit. Na rozšíření ze severovýchodní Asie do volné přírody Evropy a Ameriky se však podílel člověk, který je i nyní ve vhodných klimatických podmínkách pěstuje po celém světě. Uměle se snadno množí polovyzrálými lodyžními nebo kořenovými řízky, které se řežou a sázejí do vlhké půdy od konce podzimu do začátku jara.

## Význam
Zprvu byla růže svraskalá pěstována hlavně v parcích, v současné době je masově užívána pro zpevňování svahů i pobřežních písčin a jako doprovodná zeleň podél komunikací, dokáže plnit funkci živého plotu i v místech s ovzduším zamořeným výfukovými plyny a je odolná vůči běžným chorobám i predátorům. Šípky obsahují mnoho vitamínu C a pěstují se na plantážích pro konzervárenský průmysl, vyrábějí se z nich džemy, sirupy a suší se do ovocných čajů. V okrasném zahradnictví byla vyšlechtěná řada úspěšných kultivarů lišících se barvou květů (různé odstíny červené, bílé) nebo vzrůstem, stejně jako rostliny plnokvěté s více řadami korunních lístků. Slouží k hybridizaci s jinými druhy a bývají používané jako podnožové růže pro očkování.
Od poloviny 20. století zplaňuje do volné přírody a místy se samovolně šíří tak, že může mít v některých oblastech až invazní charakter. Znehodnocuje pastviny a ztěžuje přístupnost na pláže, neboť vytváří neprostupné houštiny pokryté ostrými ostny a suché, pichlavé větve jsou velmi odolné a leží na zemi po mnoho let. V blízkém okolí klesá druhová bohatost bylinných rostlin.
Jejich výskyt v přírodě jsou schopné přirozeně regulovat jedině kozy, které při nedostatku vhodnější stravy spasou listy a mladé výhonky větví. Vypalování keřů nepomáhá, neboť z hlubokých kořenů rychle regenerují a oheň urychluje klíčení semen, stejně tak je málo účinné vykopávání. K vymýcení dobře zakořeněné a rozrostlé růže svraskalé je účinný jen opakovaný postřik herbicidy.

## Galerie

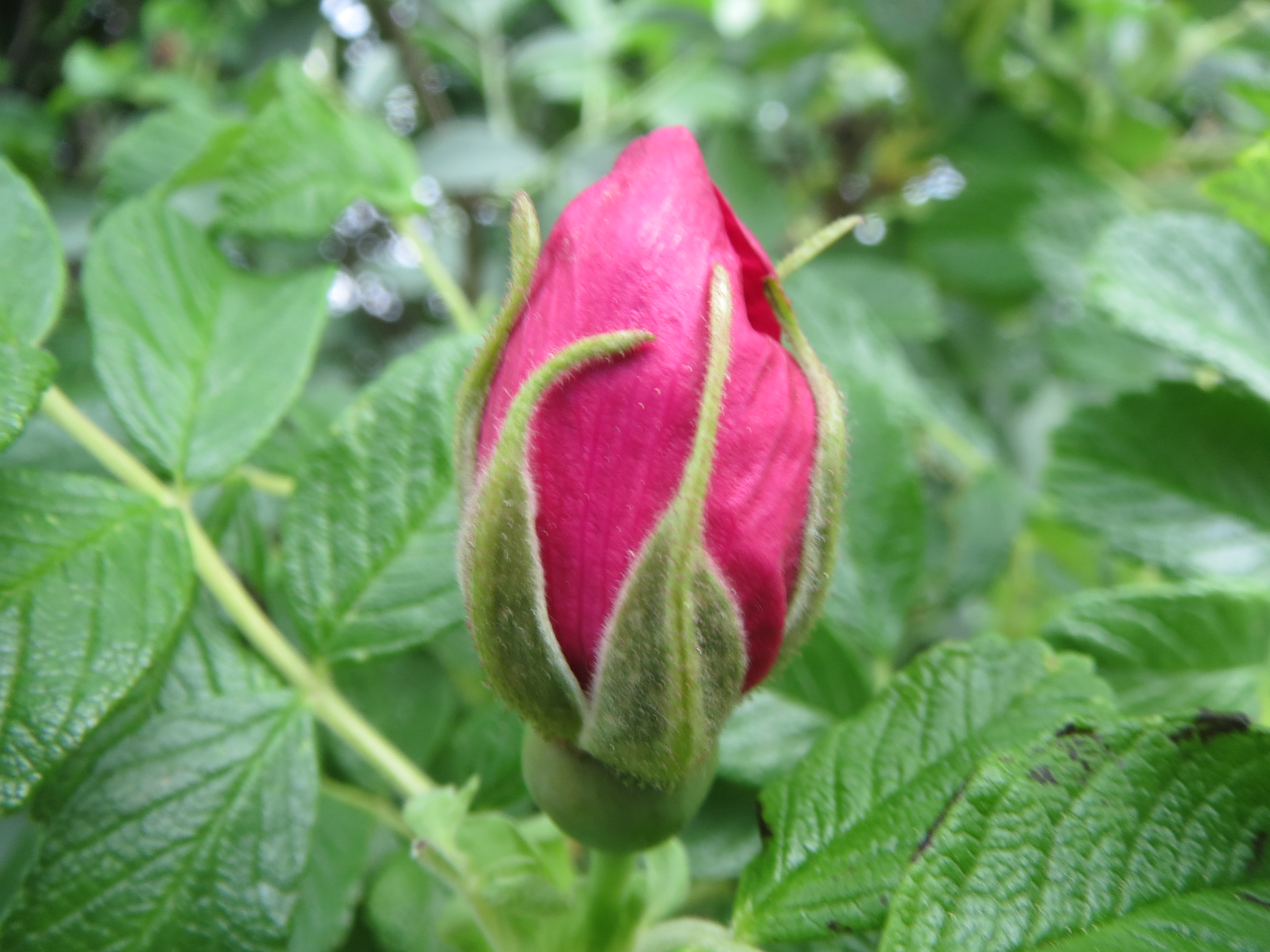
Květní pupen
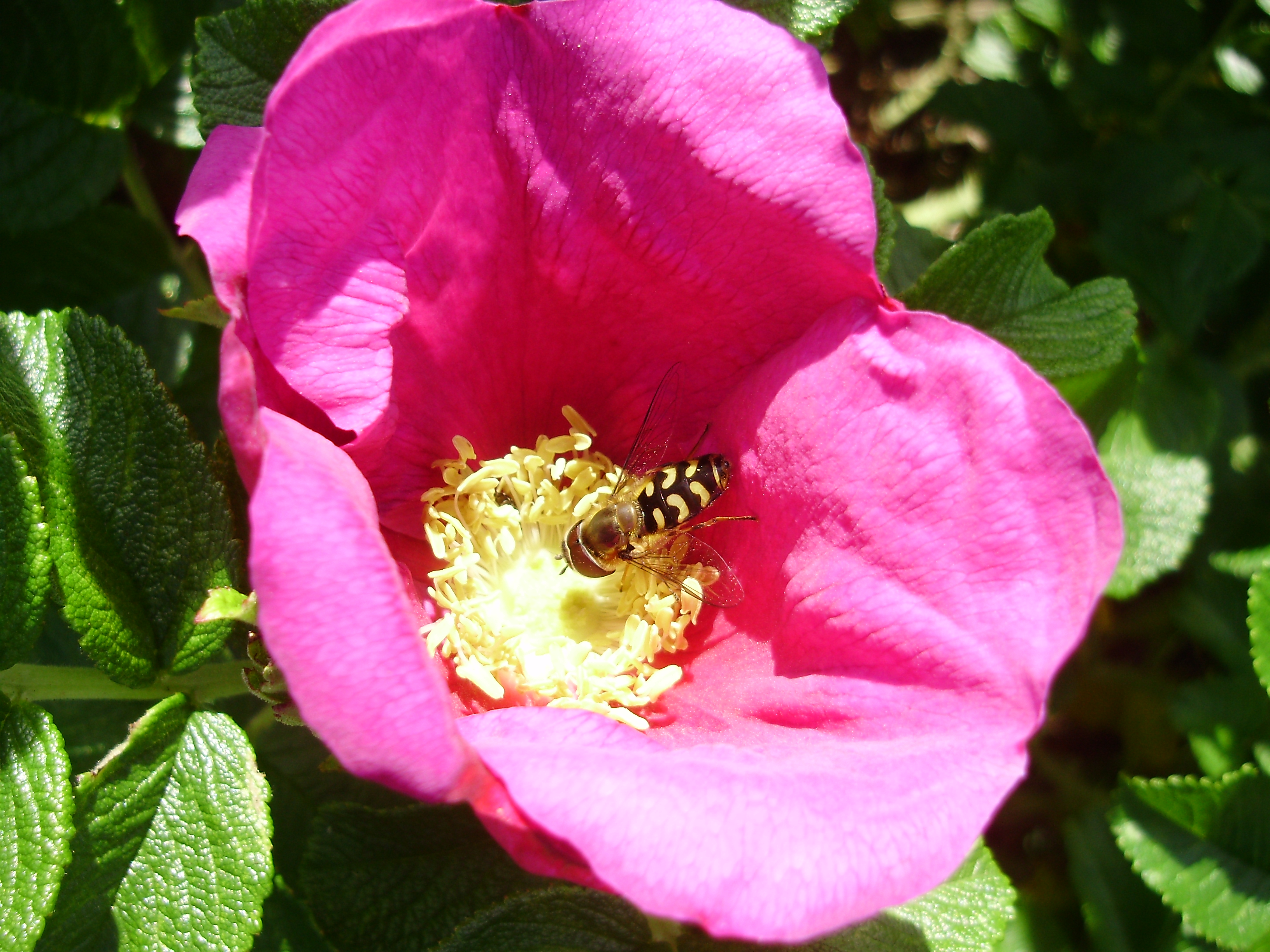
Přirozený květ
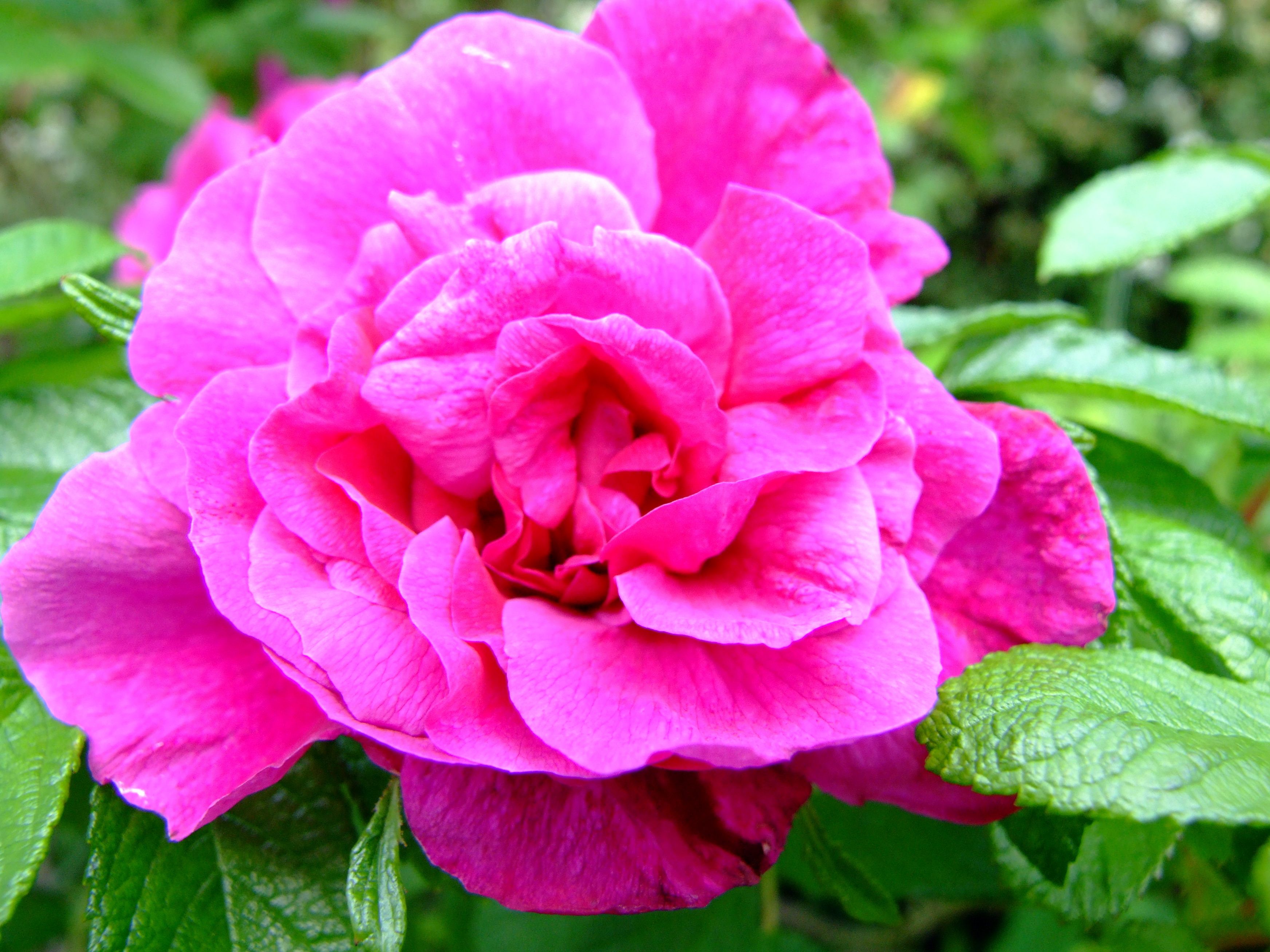
Plnokvětý kultivar
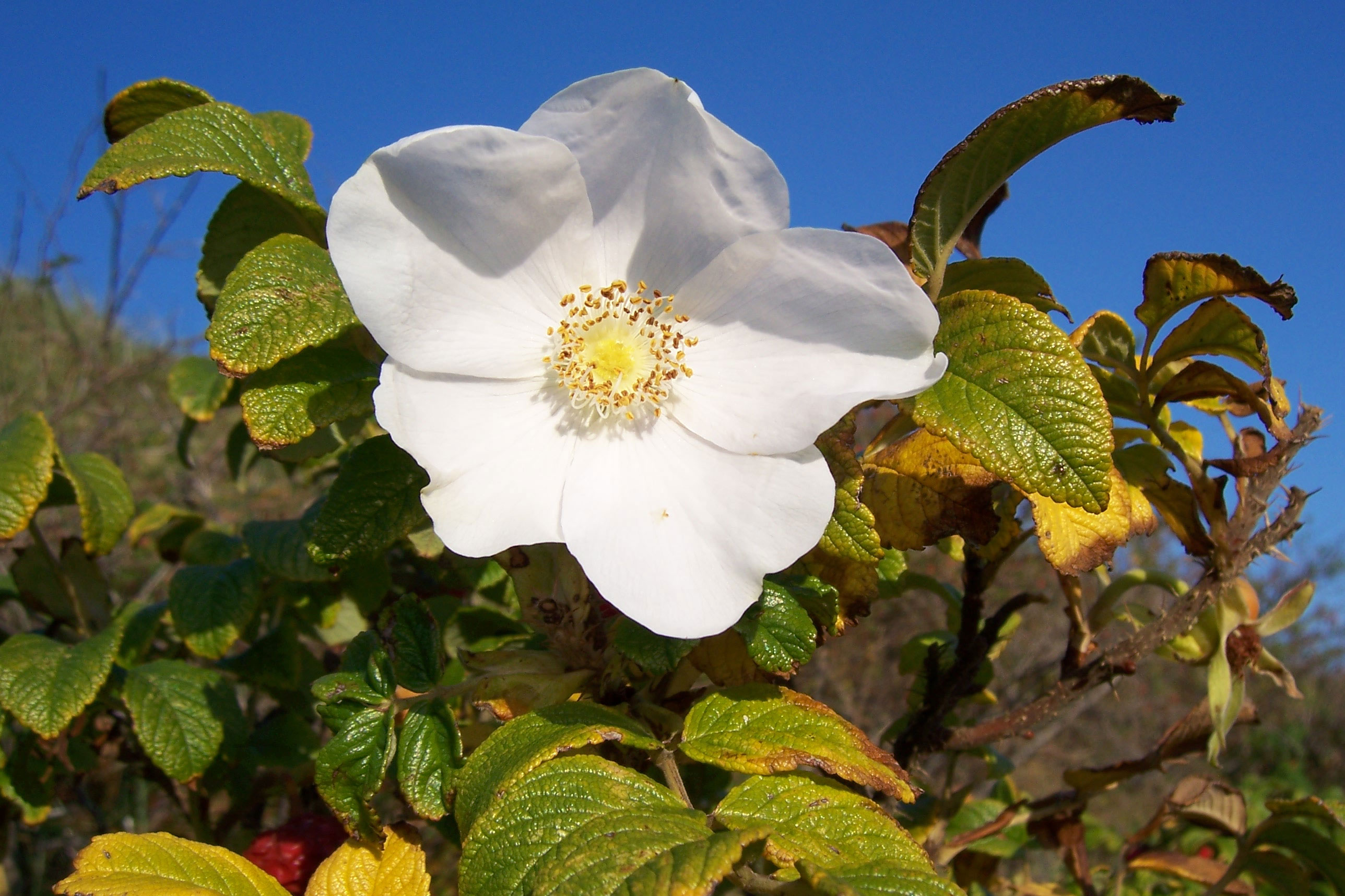
Bílý kultivar